# Isoetes pseudotruncata
Isoetes pseudotruncata là một loài dương xỉ trong họ Isoetaceae. Loài này được Britton & D.F. Brunt. mô tả khoa học đầu tiên.
Danh pháp khoa học của loài này chưa được làm sáng tỏ. 